# Impatiens dahlii
Impatiens dahlii är en balsaminväxtart som beskrevs av Otto Warburg. Impatiens dahlii ingår i släktet balsaminer, och familjen balsaminväxter. Inga underarter finns listade i Catalogue of Life.